# Верхньорогачицький район
Верхньорога́чицький райо́н —колишній район у крайній північно-східній частині Херсонської області, Україна.
Утворений 20.3.1946. 17 липня 2020 року було ліквідовано внаслідок адміністративно-територіальної реформи

## Географія
На півночі і сході межував з Кам'янсько-Дніпровським районом Запорізької області, на півдні і південному заході з Нижньосірогозьким і Великолепетиським, на заході руслом Дніпра з Нововоронцовським районами Херсонської області.

## Історія
Район належав до тих районів, територією яких не раз прокочувались різні племена, котрі залишили після себе пам'ятні сліди. Про них свідчать численні пам'ятки. Тут схрещувалися як на суші, так і на дніпровській воді козацькі і чумацькі шляхи. Козацькі дозори вістили як про добрі, так і про погані новини.
Нинішні нащадки району продовжують традиції попередніх поколінь. Вони відроджують народні промисли, які користуються попитом серед населення, звичаї і навички. Тут є можливості як для пізнавальної роботи, так і для доброго відпочинку. Оазисом для цього є база відпочинку в Рогачицькій затоці Каховського водосховища.

## Економіка
Основою економіки є сільськогосподарське виробництво. Славиться район врожаями озимої пшениці, ячменю, кукурудзи, соняшника, овочевих культур.
Пріоритетним напрямком розвитку буде вдосконалення зернового господарства, впровадження високоврожайних і високоякісних сортів і нових технологій. Багато уваги приділятиметься розвитку тваринницької галузі.
Продукція, яка виробляється в районі, знаходить попит не тільки в Україні, а й за кордоном. Вироби з рибопродуктів ТОВ «Лиман» сприймаються, як делікатеси, в США, Ізраїлі та інших країнах. Набутками верхньорогачан в освітній галузі зацікавилися в штаті Канзас США.

## Населення
Розподіл населення за віком та статтю (2001):
| Стать | Всього | До 15 років | 15-24 | 25-44 | 45-64 | 65-85 | Понад 85 |
| --- | ------ | ----------- | ----- | ----- | ----- | ----- | -------- |
| Чоловіки | 6710   | 1413        | 923   | 1927  | 1738  | 688   | 21       |
| Жінки | 7580   | 1268        | 846   | 1933  | 1966  | 1440  | 127      |
| \| Статево-вікова піраміда \| Статево-вікова піраміда \| Статево-вікова піраміда \| \| ----------------------- \| ----------------------- \| ----------------------- \| \| Чоловіки \| Вік \| Жінки \| \| 21 \| 85 + \| 127 \| \| 35 \| 80-84 \| 180 \| \| 121 \| 75-79 \| 398 \| \| 281 \| 70-74 \| 469 \| \| 251 \| 65-69 \| 393 \| \| 487 \| 60-64 \| 649 \| \| 217 \| 55-59 \| 300 \| \| 445 \| 50-54 \| 465 \| \| 589 \| 45-49 \| 552 \| \| 568 \| 40-44 \| 579 \| \| 495 \| 35-39 \| 506 \| \| 424 \| 30-34 \| 423 \| \| 440 \| 25-29 \| 425 \| \| 435 \| 20-24 \| 421 \| \| 488 \| 15-20 \| 425 \| \| 623 \| 10-14 \| 553 \| \| 450 \| 5-9 \| 392 \| \| 340 \| 0-4 \| 323 \| |        |             |       |       |       |       |          |
| Статево-вікова піраміда |        |             |       |       |       |       |          |
| Чоловіки | Вік    | Жінки       |       |       |       |       |          |
| 21 | 85 +   | 127         |       |       |       |       |          |
| 35 | 80-84  | 180         |       |       |       |       |          |
| 121 | 75-79  | 398         |       |       |       |       |          |
| 281 | 70-74  | 469         |       |       |       |       |          |
| 251 | 65-69  | 393         |       |       |       |       |          |
| 487 | 60-64  | 649         |       |       |       |       |          |
| 217 | 55-59  | 300         |       |       |       |       |          |
| 445 | 50-54  | 465         |       |       |       |       |          |
| 589 | 45-49  | 552         |       |       |       |       |          |
| 568 | 40-44  | 579         |       |       |       |       |          |
| 495 | 35-39  | 506         |       |       |       |       |          |
| 424 | 30-34  | 423         |       |       |       |       |          |
| 440 | 25-29  | 425         |       |       |       |       |          |
| 435 | 20-24  | 421         |       |       |       |       |          |
| 488 | 15-20  | 425         |       |       |       |       |          |
| 623 | 10-14  | 553         |       |       |       |       |          |
| 450 | 5-9    | 392         |       |       |       |       |          |
| 340 | 0-4    | 323         |       |       |       |       |          |

Національний склад населення за даними перепису 2001 року:
| Національність | Кількість осіб | Відсоток |
| -------------- | -------------- | -------- |
| українці       | 13159          | 92,00 %  |
| росіяни        | 861            | 6,02 %   |
| вірмени        | 95             | 0,66 %   |
| білоруси       | 61             | 0,43 %   |
| молдовани      | 38             | 0,27 %   |
| інші           | 89             | 0,62 %   |

Мовний склад населення за даними перепису 2001 року:
| Мова       | Кількість осіб | Відсоток |
| ---------- | -------------- | -------- |
| українська | 13359          | 93,40 %  |
| російська  | 809            | 5,66 %   |
| вірменська | 83             | 0,58 %   |
| білоруська | 18             | 0,13 %   |
| молдовська | 13             | 0,09 %   |
| інші       | 21             | 0,15 %   |

## Соціальна галузь
Виходить друком районна газета «Рідний край».

## Політика
25 травня 2014 року відбулися Президентські вибори України. У межах Верхньорогачицького району була створена 21 виборча дільниця. Явка на виборах складала — 60,92 % (проголосували 5 617 із 9 221 виборців). Найбільшу кількість голосів отримав Петро Порошенко — 43,60 % (2 449 виборців); Юлія Тимошенко — 17,11 % (961 виборців), Олег Ляшко — 11,00 % (618 виборців), Сергій Тігіпко — 7,55 % (424 виборців), Анатолій Гриценко — 6,14 % (345 виборців). Решта кандидатів набрали меншу кількість голосів. Кількість недійсних або зіпсованих бюлетенів — 1,32 %.